# Oak Hills (Kalifornia)
Oak Hills – jednostka osadnicza w stanie Kalifornia, w hrabstwie San Bernardino. Liczba mieszkańców 8879 (2010). Jest położona na pustyni na wysokości 1158 m n.p.m. na północ od przełęczy Cajon na zachód od Hesperii i na wschód od Phelan przy autostradzie międzystanowej nr 15 (Interstate 15).